# 住田呉服店
住田呉服店（すみだごふくてん）は、日本の鳥取県米子市東倉吉町にかつて存在した呉服店。主人の住田善平は米子町長をつとめた。
漫画家・妖怪研究家水木しげる（本名武良茂）の祖母の生家でもある。

## 概要
“住田氏”は近世期中ごろから東倉吉町に居住し、住田屋を号した。衣料、雑貨を営業し、近代に入って呉服類を中心に営業を継続拡張した。

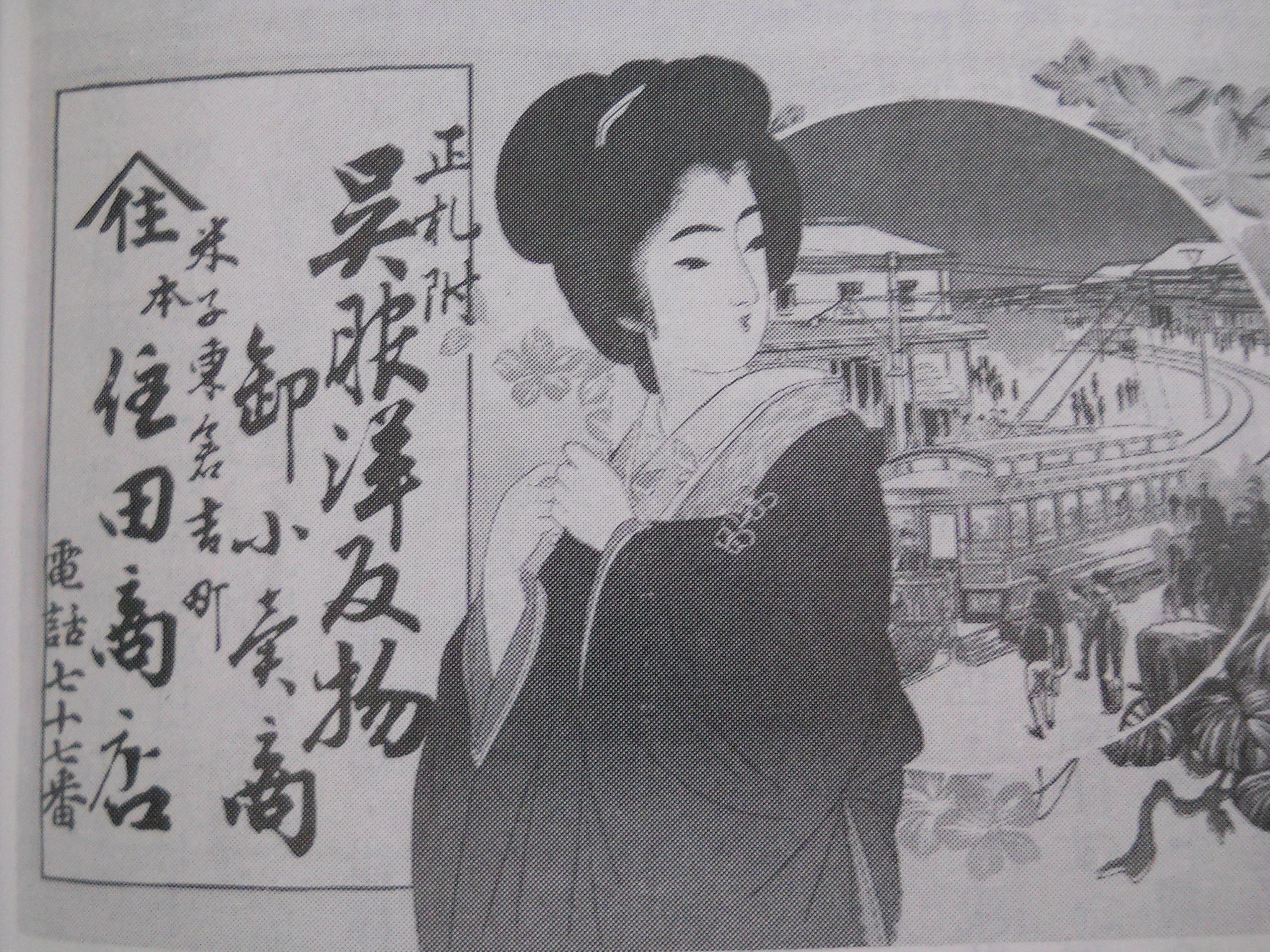
住田呉服店の広告紙面
（明治43年（1910年））

仕入品の運送はほとんど船便によった。境町（現在の境港市）の栢木回漕店に依頼することが多かったとされる
住田本店の明治中期の仕入状況をみると、京都の吉田重兵衛、伊藤忠支店など5店、大阪の伊藤忠、伊藤萬、山口玄洞など15店から、南部、郡内、秩父、八丈、越後、博多など各地の絹、綿、麻の織物が数10種類にわたって仕入れられている。仕入総額は資料を欠くが、境町（現在の境港市）の栢木回漕店扱いの送状のみをみても、ほとんど毎日の入荷で、原価金額は最高約600円、最低40円である。これによって住田本店だけでも、いかに大きな商いであったかを推量することができる。
明治10年代（1877年～1886年）後半には近郊に約二町歩の田地を取得し、以前から所持の三反五畝余に加えている。
現在の住田家は、呉服商をやめている。

## 営業
住田家保存の｢録事表（明治十二年）｣によると、
明治12年（1879年）の願い出によって許可された営業鑑札は、本業呉服小売商、兼業洋反物・舶来諸品・塗物・小間物・建具・蝙蝠傘・足袋・書籍・仏具・生糸・真綿・木綿反物・筆墨・紙・提燈・和傘・履物・石炭油商であり、営業税として同年一円を上納している。
営業鑑札をみると品目は多く、雑商のようにもみえるが近世期において商売を始めたころから宿屋町に居住していることもあって、他国商人の出入も多く、そのような形の商いであったものが、近代に入って次第に呉服類中心に営業の姿を変えてきたものと思われる。同家は明治16年（1883年）にさらに三等質屋商営業願も提出している。同家の営業種目のなかに洋反物・舶来諸品・蝙蝠傘・石炭（石油）があることは文明開化期における米子地方の需要の傾向を考えての営業であったことをうかがわせるものである。
明治17年（1884年）の｢大福帳｣によって販売状況をみると、米子町内では｢佐藤武八郎、十二月十四日。一、三円四拾銭秩父縞一反。一、六拾四銭四厘郡内茶絣五尺六寸。乄四円四拾四銭。二月十四日入。｣、｢丹後屋安右衛門、十二月十八日。一、六拾六銭洋朱子三尺ゑり三ツ。二月十四日入。｣。その他約60軒。会見郡・日野郡・能義郡にも約100軒の得意先を持った。

## 住田一族

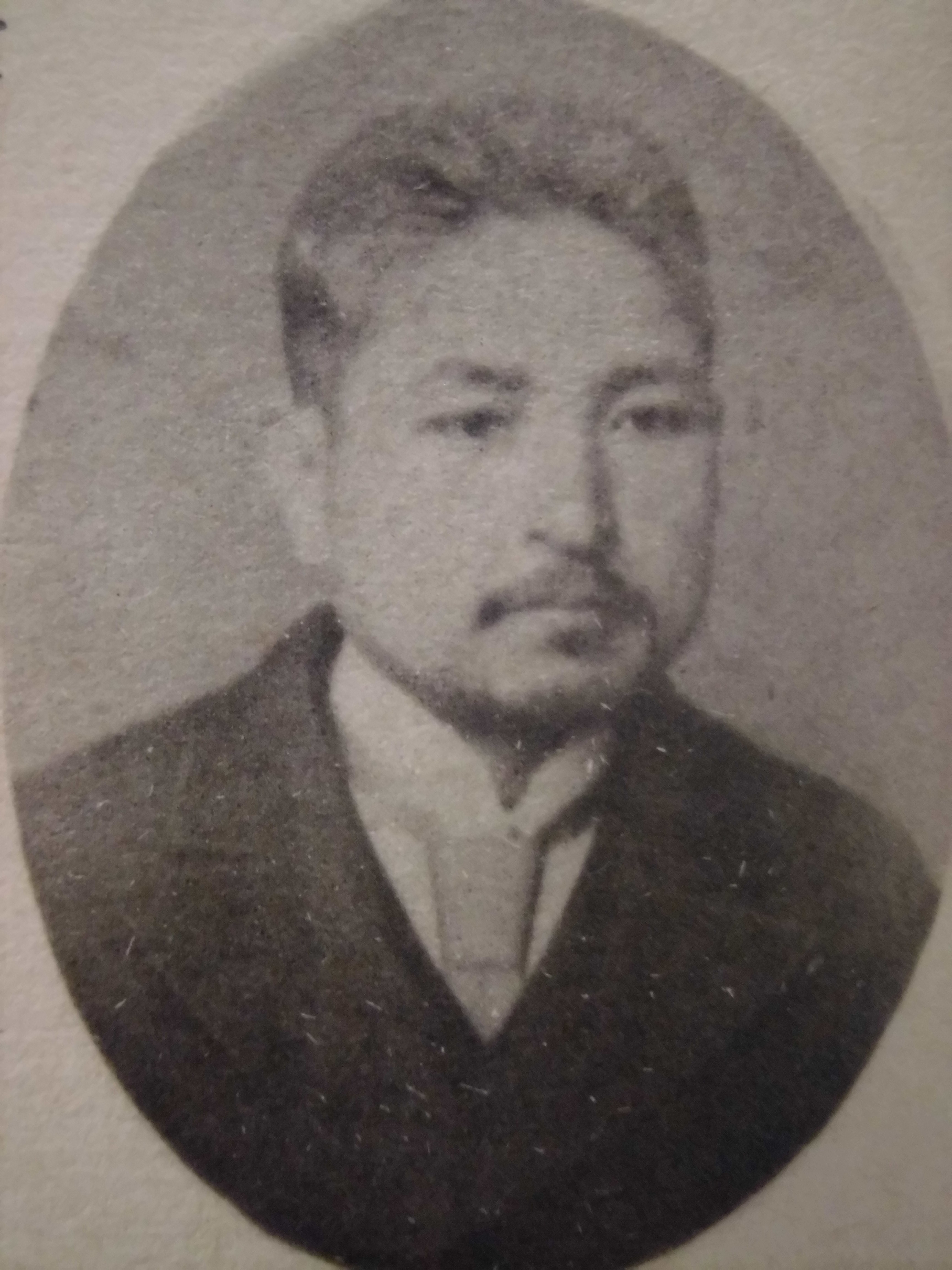
住田善平
（第四代米子町長）

元米子市長野坂寛治によれば、
「第四代町長住田善平氏は住田呉服店の御主人で、その令息法学士住田寅次郎氏は町会議員として、いかなる意味でも英名を四方にはせ、晩年は酒豪としての逸話が山積する。後には転じて製パンを志され世上これを“学士パン”と呼んだ。学士学士と書いたが、現代の諸君は“アァ学士か”とそこらに落ちている小石のように思うであろうが、明治35、6年ごろの学士さんはトテモドエライもので住田寅次郎氏が法科を、筆者の叔父貴野坂康二が工科を、共に東大を卒えて帰還した年の夏、渡辺町長その他お歴々の発起によって公会堂で歓迎会を開いて頂いている。それが米子で二人も出来たのだからというのですぞ。驚き桃の木サンショの木である。」という。
寅次郎の弟にフランスで客死した絵描きの良三と武良家に居候していた延寿がいる。延寿は赤鉛筆片手に英語の原書ばかり読んでいたが、結局定職に就かずに遊んで暮らしたという。
水木しげるによると｢父の叔父に、パリで三十歳で客死した画家がいて、父はとても尊敬していた。その叔父は松井須磨子の劇団で背景の絵を描いていて、ちょい役で出演したりしたという。祖母の実家で大金持ちの住田一族の直系だから、パリ遊学にも行けたのだろう。確かに画才はあったようだ。その叔父と私の誕生日がたまたま同じで、父は“生まれ変わりだ”と信じていた｣という。 

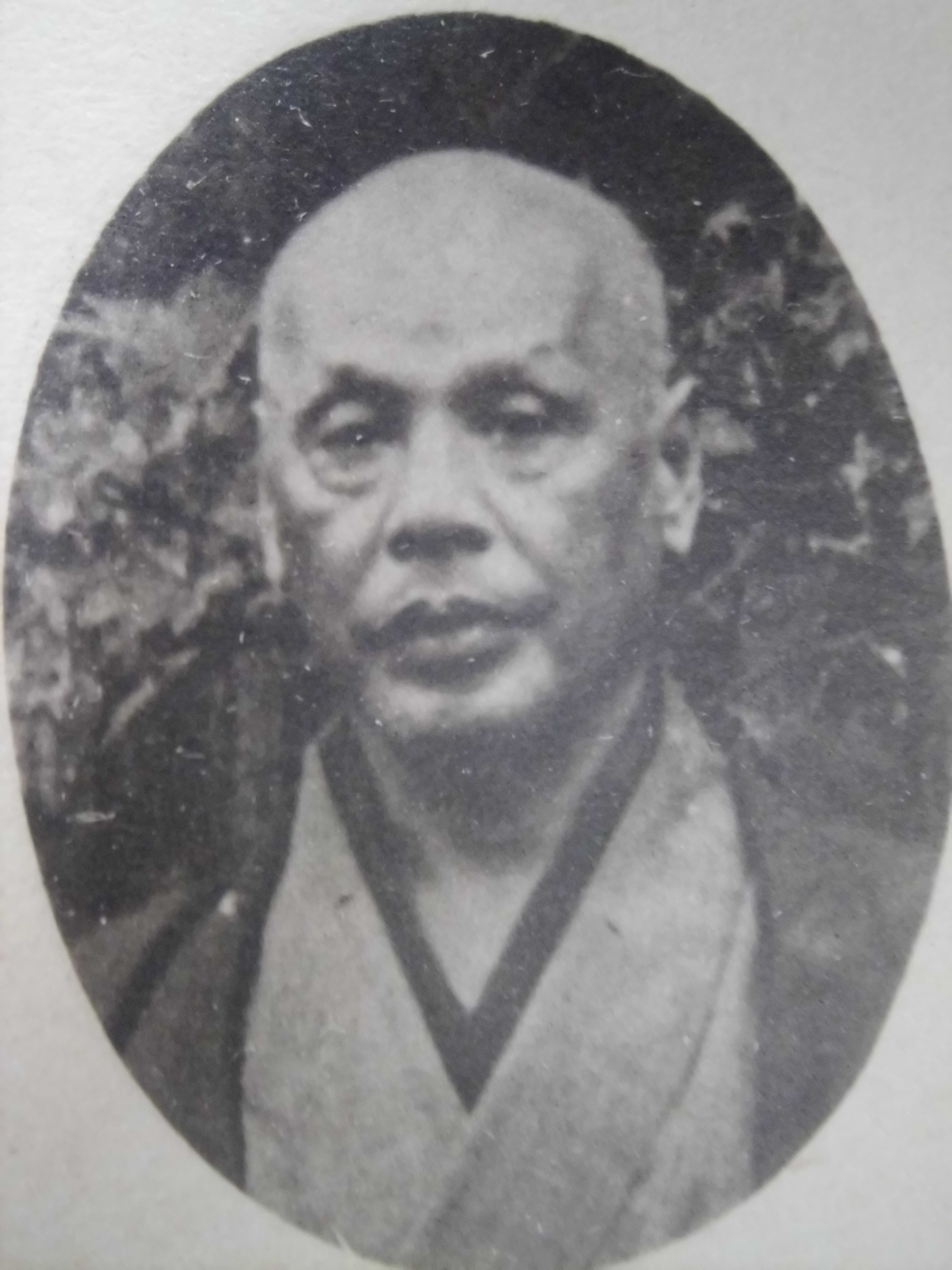
住田半三郎
（第六代米子町収入役）

住田半三郎は、1911年（明治44年）8月～1914年（大正3年）7月まで米子町収入役をつとめた。
元米子市長野坂寛治によると、「朝日町へ曲る角、桜井旅館に相対した木下薬店は、後年薮根橋の南西堤にアケビ垣をめぐらして、静かに雅びた生活をされた裏千家流茶道の友又斉住田半三郎宗匠宅であった。」という。

## 史料

### 大正5年（1916年）の地主層
当時、商工業の有力者は同時に地主でもあった。この年度における米子町の地価1000円以上の地主名を挙げると次の通りである。1000円～2000円の部に住田半三郎の名前がみえる。
- 1000円～2000円の部[15]

八幡貞蔵、森尾甚太郎、大塚誠太郎、三好豊吉、渡辺幸四郎、隠岐村初太郎、野坂吉五郎、末好和三、小倉延衛、住田半三郎、今井兼文、富長為太、勝田伝六、久山義英、植田兼蔵
- 2000円～3000円の部[15]

神庭政七、亀尾定右衛門、亀尾伝三郎、藤谷喜三郎、天野芳太郎、井田虎次郎、有本松太郎、渡辺慶太郎、船越正蔵
- 3000円～4000円の部[15]

黒田繁夫、天満徳太郎、田中庄次郎、篠原義一、村上常三、長田吉太郎、小西芳太郎、中村藤吉、門脇孝一、津田宗一郎、広戸藤次郎
- 4000円～5000円の部[15]

砂田竹太郎、坂江まつの
- 5000円～7000円の部[15]

小坂市太郎、森久太郎、野波令蔵、松浦常太郎
- 7000円～10000円の部[15]

大谷房太郎、平野万寿子、石賀善五郎
- 10000円～15000円の部[15]

田村源太郎、近藤なお、益尾徳次郎、杵村喜市、船越作一郎、稲田秀太郎
- 15000円～20000円の部[15]

木村吉兵衛
- 20000円～25000円の部[15]

三好栄次郎、後藤快五郎
- 30000円～35000円の部[15]

野坂茂三郎
- 35000円～45000円の部[15]

益尾吉太郎
- 70000円～100000円の部[15]

名島嘉吉郎
- 100000円以上の部[15]

坂口平兵衛